# Kritik an Wikipedia

Logo der Enzyklopädie Wikipedia

Kritik an Wikipedia gibt es seit ihrer Gründung im Jahr 2001. Die meisten der gängigen Kritikpunkte wurden bereits in den Anfangsjahren der Wikipedia bis etwa 2008 vorgebracht.
Angesichts der zentralen Bedeutung als enzyklopädisches Online-Nachschlagewerk wird oft speziell die Zitierbarkeit der Wikipedia problematisiert und im wissenschaftlichen Kontext verneint. Angesichts der Vielzahl der beteiligten Autoren, von denen die Mehrzahl sich anonym einbringt, könne vor allem den Kriterien der Zitierwürdigkeit nicht entsprochen werden.
Untersuchungen belegen, dass die Kritik an mangelnder Zuverlässigkeit dieser Enzyklopädie sich unterdessen keineswegs erledigt hat. Dies spricht jedoch nicht gegen eine problembewusste Nutzung als Informationsquelle.
Während Wikipedia von vielen Lehrkräften im Bildungsbereich weiterhin mit Zitierverboten belegt wird, zeigt die gesellschaftliche Praxis vielfach, dass die Online-Enzyklopädie nicht nur von Journalisten zu Belegzwecken herangezogen wird, sondern auch im akademischen, politischen und juristischen Bereich.

## Kritikpunkte
Zu den bereits früh genannten Kritikpunkten gehörten:
- Einige Kritiker beanstandeten, Wikipedia produziere verzerrte Sichtweisen, die ihrem eigenen Entstehungsprozess geschuldet seien, und ihr Ziel als „Projekt zur Erstellung einer Enzyklopädie“ werde durch Gruppendynamik innerhalb der Benutzerstruktur beeinträchtigt.

- Wikipedia biete im Unterschied zu herkömmlichen Enzyklopädien keine Gewähr für die Richtigkeit und Vollständigkeit ihrer Artikel. Jeder Internetnutzer könne ihre Inhalte verändern und sogar absichtlich verfälschen. Seit der Einführung des Sichtungssystems im Mai 2008 (in der deutschsprachigen Wikipedia und einigen weiteren Sprachversionen, nicht jedoch in der englischsprachigen) kann offensichtlicher Vandalismus nur noch dann in einen Wikipedia-Artikel gelangen, wenn ein Sichter Änderungen unzureichend prüft oder selbst falsche Inhalte einstellt.

Im zweiten Jahrzehnt der Existenz von Wikipedia ist die Kritik differenzierter geworden und stärker Teil der schon früher einsetzenden allgemeineren Auseinandersetzung mit der Nutzung des Internets und digitaler Medien als Informationsquelle sowie mit der Plagiatskultur. 2008 gab es an der Zentralbibliothek Zürich ein Kolloquium, das sich differenziert mit der Zitierbarkeit von Wikipedia befasste. Der Deutsche Bundestag hat sich 2011 mit Wikipedia befasst und die Bundeszentrale für politische Bildung hat 2012 ein Online-Dossier zur Wikipedia mit insgesamt positiven Beiträgen von Wissenschaftlern zu Wikipedia veröffentlicht. Es wurden Regeln für das Zitieren von Internetquellen aufgestellt, die auch für Wikipedia gelten, man befasst sich von wissenschaftlicher Seite ernsthaft mit der Arbeit an Wikipedia und es gibt auch allgemeine Forderungen nach einem „Seminarkurs im ersten Semester, in dem Dozenten und Studenten gemeinsam in der ‚großen‘ Wikipedia editieren und die Entwicklung einzelner Artikel verfolgen.“ Solche Seminare wurden 2014/15 auch angeboten.
Thomas Wozniak sprach 2012 von „zehn Jahren Berührungsängsten“ zwischen Wissenschaft und Wikipedia. Die Auffassung, dass der Wikipedia die Zitierbarkeit zum großen Teil oder gänzlich abzusprechen sei und dass diese die wissenschaftlichen Standards beschädige, wurde beispielsweise 2011 und 2014 vertreten. Diese Kritik wurde andererseits auch gegen den deutschen Wissenschaftsbetrieb selbst gewendet; Gabi Reinmann formulierte dies 2012 wie folgt: „Für den Wissenschaftsbetrieb hat sich Ende Juni eine eigene Enquete-Kommission des Bundestags dafür ausgesprochen, das Open-Access-Prinzip umfassend zu unterstützen, das heißt: freier Zugang zu wissenschaftlichen Publikationen und Erkenntnissen. In eine ähnliche Richtung gehen offene Bildungsressourcen, also Online-Lehrbücher, Blogs, Podcasts, Videos und Veranstaltungen mit mehreren hundert oder tausend Teilnehmern. In Deutschland eher rar sind auch freie Bildungsressourcen, die jedem Interessierten zur Verfügung stehen. Und immer noch kommt man als Hochschullehrer in die Schlagzeilen von Spiegel online, wenn man seine Vorlesung in YouTube einstellt und die Präsenzzeit ein wenig anders gestaltet als vor hundert Jahren.“
In den folgenden Unterabschnitten sind mehrere Themenkreise der Kritik näher dargestellt.

### Verfehlung des enzyklopädischen Anspruchs

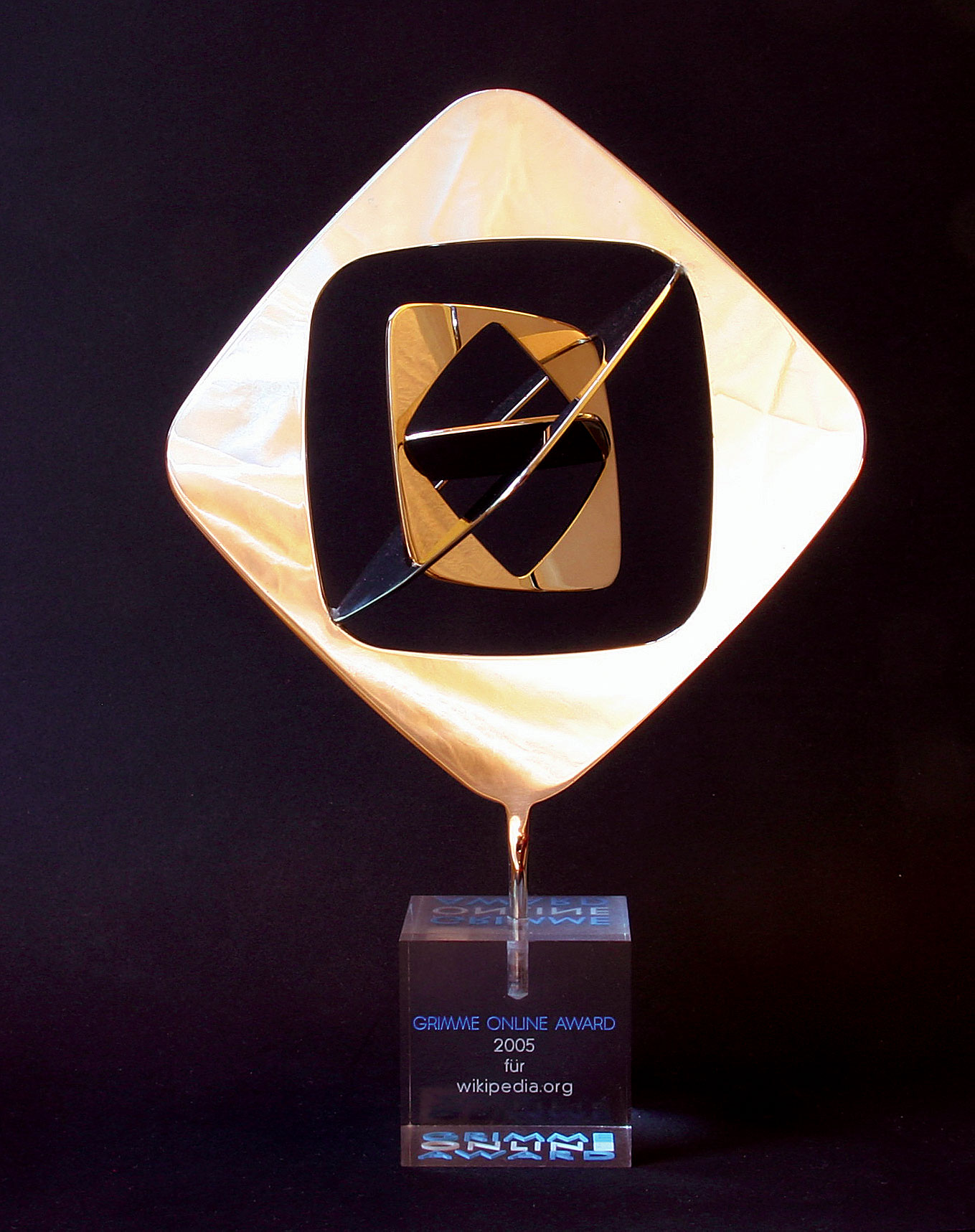
Grimme Online-Award für Wissen und Bildung, 2005 an Wikipedia verliehen

Der Kritiker Robert McHenry – früher Chefredakteur der Encyclopædia Britannica – stellte 2005 den Anspruch der Wikipedia, eine Enzyklopädie zu sein, in Frage, denn dieser Begriff beinhalte einen Grad von persönlicher Verantwortlichkeit und Zuverlässigkeit, der seiner Meinung nach bei einer offen veränderlichen Quelle nicht erreicht werde. McHenry formulierte:

“To the ordinary user, the turmoil and uncertainty that may lurk beneath the surface of a Wikipedia article are invisible. He or she arrives at a Wikipedia article via Google, perhaps, and sees that it is part of what claims to be an 'encyclopedia'. This is a word that carries a powerful connotation of reliability. The typical user doesn't know how conventional encyclopedias achieve reliability, only that they do.”

„Dem gewöhnlichen Benutzer bleiben die inhaltlichen Konflikte und die Unsicherheiten, die unterhalb der Oberfläche eines Wikipedia-Artikels lauern, unsichtbar. Er kommt vielleicht über Google zum Wikipedia-Artikel und sieht, dass dieser Teil von etwas ist, das von sich behauptet, eine ‚Enzyklopädie‘ zu sein. Dieses Wort besitzt eine starke Konnotation zu Verlässlichkeit. Der typische Benutzer weiß nicht, wie konventionelle Enzyklopädien diese Verlässlichkeit erreichen, nur, dass sie es tun.“

Der Wikipedia-Kritiker Andrew Orlowski schrieb 2005 (im Zusammenhang mit der Seigenthaler-Affäre):

“If what we today know as 'Wikipedia' had started life as something called, let’s say – ‘Jimbo’s Big Bag O’Trivia’ – we doubt if it would be the problem it has become. Wikipedia is indeed, as its supporters claim, a phenomenal source of pop culture trivia. Maybe a „Big Bag O’Trivia“ is all Jimbo ever wanted. Maybe not.
For sure a libel is a libel, but the outrage would have been far more muted if the Wikipedia project didn't make such grand claims for itself. The problem with this vanity exercise is one that it’s largely created for itself. The public has a firm idea of what an 'encyclopedia' is, and it’s a place where information can generally be trusted, or at least slightly more trusted than what a labyrinthine, mysterious bureaucracy can agree upon, and surely more trustworthy than a piece of spontaneous graffiti — and Wikipedia is a king-sized cocktail of the two.”

„Wäre das, was ‚Wikipedia‘ heute ist, sozusagen als ‚Jimbos Wundertüte der Belanglosigkeiten‘ gestartet, wäre es kaum zu den jetzigen Problemen gekommen. Tatsächlich ist Wikipedia, wie ihre Anhänger beanspruchen, eine großartige Quelle für Nebensächlichkeiten der Populärkultur. Vielleicht ist ja eine ‚bunte Wundertüte‘ alles, was Jimbo jemals wollte. Vielleicht auch nicht.

Natürlich – Verleumdung bleibt Verleumdung, aber der Aufschrei wäre wohl leiser gewesen, wenn das Wikipedia-Projekt nicht einen derart hohen Selbstanspruch vertreten hätte. Das Problem durch diese überhebliche Eitelkeit ist großteils selbst verschuldet. Die Öffentlichkeit erwartet von einer ‚Enzyklopädie‘, dass man ihren Informationen grundsätzlich vertrauen kann, oder zumindest mehr vertrauen, als worauf sich eine verschlungene, undurchschaubare Bürokratie einigen kann. Und die vertrauenswürdiger ist, als ein paar spontane Schmierereien – aber Wikipedia ist ein riesiger Mischmasch der beiden letzteren.“

Jerry Holkins von Penny Arcade schrieb in einem Essay zu einem seiner Webcomics, dass eine
„Antwort [auf die Kritik an Wikipedia] ist: der gemeinschaftsorientierte Grundzug des Systems bedeute, dass die korrekte Information sich tendenziell schlussendlich durchsetzen werde, selbst wenn es zeitweise ein Durcheinander aufgrund gewaltsam aufeinanderprallender gegensätzlicher Sichtweisen geben sollte.“
Allerdings referiert Holkins hier nur die Rechtfertigungen Dritter. Tatsächlich verspottet er diese Sichtweise mit einem
„Vorschlag einer Art ‚Quantenenzyklopädie‘, in der wahre Information zum selben Zeitpunkt zugleich existiert und nicht existiert, abhängig von dem genauen Moment der Beobachtung, an dem ich auf euren durchgeknallt streitenden Pöbel für meine Informationen angewiesen bin.“
Eine Reihe Akademiker haben Wikipedia kritisiert, weil diese als verlässliche Quelle versage. In manchen Schulen und Universitäten darf Wikipedia zum Verfassen von Hausarbeiten nicht als Quelle verwendet werden. Einige Bildungseinrichtungen haben Wikipedia in der Vergangenheit ganz ausgeschlossen, andere haben sie allein als Quelle für Sammlungen externer Referenzen zugelassen.
Einige akademische Kreise stehen der Wikipedia als Wissensquelle positiv gegenüber. Der erste bekannte Hinweis auf Wikipedia erschien am 2. August 2002 im Online-Journal Science im Artikel A White Collar Protein Senses Blue Light.

#### Fehlende Begutachtung
Das Fehlen einer autoritativ verbürgten Verantwortlichkeit sowie eines institutionalisierten Peer Reviews steht im Fokus der Kritik. Hier einige Beispiele für seit 2004 vorgebrachte Kritik:
Hiawatha Bray vom Boston Globe schrieb im Juli 2004:

“So of course Wikipedia is popular. Maybe too popular. For it lacks one vital feature of the traditional encyclopedia: accountability. Old-school reference books hire expert scholars to write their articles, and employ skilled editors to check and double-check their work. Wikipedia’s articles are written by anyone who fancies himself an expert.”

„Sicher, Wikipedia ist beliebt. Vielleicht zu beliebt. Denn ihr mangelt es an einer zentralen Eigenschaft einer traditionellen Enzyklopädie: Verantwortlichkeit. Traditionelle Nachschlagewerke stellen Fachleute ein, um ihre Artikel zu verfassen, und sie beschäftigen ausgebildete Lektoren, um deren Arbeit zu überprüfen und nochmals gegenzuprüfen. Wikipedia-Artikel werden hingegen von jedem geschrieben, der sich für einen Experten hält.“

Der Bibliothekar Philip Bradley äußerte sich in einem Interview im Oktober 2004 gegenüber dem Guardian über die Wikipedia wie folgt:

“Theoretically, it’s a lovely idea, but practically, I wouldn't use it; and I'm not aware of a single librarian who would. The main problem is the lack of authority. With printed publications, the publishers have to ensure that their data is reliable, as their livelihood depends on it. But with something like this, all that goes out the window.”

„In der Theorie ist sie eine tolle Idee, aber in der Praxis würde ich sie nicht verwenden; ich kenne keinen einzigen Bibliothekar, der dies tun würde. Das Hauptproblem ist das Fehlen einer Autorität. Bei gedruckten Veröffentlichungen müssen die Herausgeber sicherstellen, dass ihre Informationen zuverlässig sind, da ihr Lebensunterhalt davon abhängt. Aber mit so etwas wie diesem hier geht das alles den Bach runter.“

Ähnlich äußerte sich im November 2004 Robert McHenry, der einstige Chefredakteur der Encyclopædia Britannica:

“The user who visits Wikipedia to learn about some subject, to confirm some matter of fact, is rather in the position of a visitor to a public restroom. It may be obviously dirty, so that he knows to exercise great care, or it may seem fairly clean, so that he may be lulled into a false sense of security. What he certainly does not know is who has used the facilities before him.”

„Der Benutzer, der die Wikipedia besucht, um etwas über ein Thema zu lernen oder um Fakten zu überprüfen, befindet sich eher in der Situation eines Besuchers einer öffentlichen Toilette. Es mag dort offensichtlich schmuddelig sein, so dass ihm bewusst wird, dass er große Vorsicht walten lassen muss. Oder es erscheint ziemlich sauber, so dass er sich leicht in trügerischer Sicherheit wiegen kann. Auf keinen Fall ist ihm bekannt, wer die Einrichtung vor ihm benutzt haben mag.“

Aufgrund des möglichen Fehlens der notwendigen Qualifikationen, ein Thema zu bearbeiten, mögen die Beitragenden selbst oft nicht in den Bereichen, die sie bearbeiten, beschlagen sein. Der Kulturkritiker Paul Vallely drückte in einer Bemerkung im Independent über Wikipedia diesen Umstand im Jahr 2006 folgendermaßen aus:
„Sie zu benutzen ist so ähnlich, wie einen Unbekannten in einer Kneipe zu fragen. Er könnte Atomphysiker sein. Oder er könnte ein kompletter Volltrottel sein.“
In einem Artikel des Magazins Der Spiegel hieß es 2013:
„Während beim Brockhaus Doktoren und Professoren über das urteilen, was man weiß oder wissen sollte, sind die Wikipedia-Autoren oft engagierte Laien. Sie verhalten sich zueinander wie Berufsrichter zu Schöffen, und so stößt man bei Wikipedia immer mal wieder auf Beiträge minderer Qualität. Hinzu kommen gelegentliche Lobbyisten oder Pressesprecher, die gern versuchen, die Artikel über Firmen oder Politiker zu schönen. Aber der schnellen Aneignung von Wikipedia-Wissen ist all das kaum abträglich.“

#### Umstrittene Vergleiche mit etablierten Enzyklopädien
Im Jahr 2005 ließ die wissenschaftliche Zeitschrift Nature 50 ausgewählte Artikel aus der englischsprachigen Wikipedia mit der Encyclopædia Britannica mit Hilfe des Reviews durch Fachleute verschiedener Disziplinen vergleichen. Der Bericht vom Dezember 2005 kam zu folgendem Ergebnis: “Wikipedia comes close to Britannica in terms of the accuracy of its science entries” (deutsch: „Wikipedia reicht hinsichtlich der Korrektheit ihrer naturwissenschaftlichen Artikel nahe an die Britannica heran“). Der Bericht stellte eine Studie vor, in der 42 Artikel in beiden Enzyklopädien von ausgewiesenen Fachleuten des jeweiligen Gebiets geprüft wurden. Die Überprüfung ergab, dass der durchschnittliche Wikipedia-Artikel vier Fehler oder Lücken enthielt, der durchschnittliche Artikel in der Encyclopædia Britannica drei.
Diese Untersuchung blieb nicht ohne negative Kritik. So schrieb etwa Andrew Orlowski ein Editorial für den Register, in dem er behauptete:

“Nature sent only misleading fragments of some Britannica articles to the reviewers, sent extracts of the children’s version and Britannica’s ‘book of the year’ to others, and in one case, simply stitched together bits from different articles and inserted its own material, passing it off as a single Britannica entry.”

„Nature stellte den Reviewern nur missverständliche Teile einiger Britannica-Artikel zur Verfügung, verschickte anderen Auszüge aus der Ausgabe für Kinder und Britannicas ‚Jahrbuch‘; und flickte in einem Fall Teile aus unterschiedlichen Artikeln mit eigenen Ergänzungen zusammen und gab es als regulären Britannica-Artikel aus.“

Encyclopædia Britannicas prompte Bedenken führten dazu, dass Nature weitere Details über ihre Untersuchungsmethoden veröffentlichte. Daraufhin antwortete das Unternehmen der Traditionsenzyklopädie in seiner offiziellen Verlautbarung mit dem Titel Fatally Flawed:

“That conclusion was false, however, because Nature’s research was invalid. As we demonstrate below, almost everything about the journal’s investigation, from the criteria for identifying inaccuracies to the discrepancy between the article text and its headline, was wrong and misleading.”

„Die Schlussfolgerung war falsch, weil schon die Untersuchung von Nature selbst invalide war. Wie wir im Folgenden zeigen werden, war nahezu alles bezüglich der Untersuchung des Journals fehlerhaft und irreführend, von den Kriterien für das Feststellen von Unkorrektem bis hin zu Widersprüchen zwischen Text und Lemma eines Artikels.“

Der für Wikipedia günstig ausfallende Vergleich mit deutschsprachigen Enzyklopädien ist hingegen unumstritten. Bereits im Oktober 2004 gewann die deutschsprachige Wikipedia im direkten Vergleich der Artikelinhalte einer kleinen Menge von Stichproben (60 bis 70 Artikel) gegen die digitalen Nachschlagewerke Microsoft Encarta Professional 2005 und Brockhaus Multimedial 2005 Premium, durchgeführt von der Computerzeitschrift c’t. Kurze Zeit später bestätigte ein Lexikavergleich in der Wochenzeitung Die Zeit dieses Ergebnis.
Immer wieder wird in der Presse die Vorbildfunktion des deutschsprachigen Ablegers betont, so im November 2006:
„Nun ist Deutschland in Sachen Qualität Vorreiter. Die deutschen Artikel ragen im internationalen Vergleich heraus. Nirgends ist die Wiki-Gemeinde so nah am objektiven Enzyklopädie-Leitbild, früh schon einigte man sich darauf, dass ‚Fan-Artikel‘ (etwa Beiträge zu jeder Nebenfigur des Star-Wars-Universums) aus der Enzyklopädie herausgehalten werden sollen.“
Der Stern gab 2007 eine Studie in Auftrag, die er unter dem Titel „Wikipedia schlägt Brockhaus“ veröffentlichte und welche eine Zufallsauswahl von Artikeln hinsichtlich Richtigkeit, Vollständigkeit, Aktualität und Verständlichkeit bewertete, wobei Wikipedia mit 1,7 eine bessere Durchschnittsnote erzielte als der Brockhaus mit 2,7. Allerdings sind Studien zur Qualität von Wikipedia methodisch auch nicht unangreifbar.

#### Zweifelhafte Quellenangaben

Wechselwirkung zwischen Wikipedia und den Medien aus Sicht des Satiremagazins Titanic

Ein bekanntes Beispiel für einen Teufelskreis, der sich aus Belegen durch nichtwissenschaftliche Quellen ergeben kann, ist ein Vorfall in der deutschsprachigen Wikipedia im Februar 2009: Ein anonymer Blogger hatte in eine Politikerbiographie mutwillig einen falschen Vornamen (zusätzlich zu den zahlreichen richtigen) eingefügt. Dieser falsche Name wurde danach von einer großen Anzahl deutscher Medien übernommen, die ihn aus der Wikipedia abgeschrieben hatten. Der Fehler wurde von der Wikipedia zwar bemerkt und korrigiert, die Korrektur zunächst aber wieder rückgängig gemacht, weil man sich in der Wikipedia auf die Medien verließ, die den erfundenen, aus der Wikipedia abgeschriebenen Vornamen aufführten.

### Inhaltliche Beeinflussungen

#### Strikte Relevanzkriterien und schnelles Löschen
In der Blogosphäre und anschließend auch in anderen Medien werden seit etwa 2009 die Relevanzkriterien der deutschsprachigen Wikipedia kritisiert. Sie seien zu einschränkend, was zur Löschung von zahlreichen eigentlich erhaltenswerten Artikeln führe. Auch würden viele Artikel zu schnell gelöscht, sodass sie gar nicht erst verbessert werden könnten. Dies verschreckt Autoren, da die Löschung ganzer Artikel ihren Arbeitseinsatz entwertet oder gar als Zensur empfunden wird. Rückläufige Zahlen aktiver Autoren seien davon ebenso eine Folge, wie ein Kreislauf, in dem Autoren nach der Erfahrung, dass die eigene Arbeit gelöscht wurde, zwar im Projekt verbleiben, dann aber mindestens ebenso ausgiebig Inhalte anderer Autoren aussortieren. Löschungen zeichneten schließlich auch den hauptsächlich männlichen Autoren- und Administratorenbestand aus und erschwerten potenziellen Autorinnen, ihre spezifisch weiblichen Themen erfolgreich zu bearbeiten.

#### Unausgewogenheit
Marc Graham (damals Research Fellow am Oxford Internet Institute) schrieb 2009, es gebe eine highly uneven geography of information in Wikipedia (relativ wenige Artikel über Orte oder Ereignisse im globalen Süden, zum Beispiel in afrikanischen Ländern, einigen süd- und mittelamerikanischen Ländern und Ländern im Südpazifik). (Vgl. dazu auch: Abschnitt „Digitale Kluft“ im Artikel „Wikipedia“.)
Die Historikerin Maren Lorenz meinte 2006, in der Wikipedia dominiere ein sehr traditionelles, männlich geprägtes Geschichtsbild, das vor allem ereignis- und militärgeschichtliche Sichtweisen repräsentiere. Sie führte das auf die soziale Zusammensetzung der Editoren zurück, die größtenteils aus naturwissenschaftlich und technisch interessierten männlichen Hobbyhistorikern bestehe. Peter Haber äußerte im September 2010 auf der Konferenz CPOV den gleichen Befund. Das in der Wikipedia vorherrschende Geschichtsbild könne mit dem Slogan „Große Männer machen Geschichte“ beschrieben werden. Es bestehe die Gefahr, dass dieses Geschichtsbild durch die Wikipedia wieder salonfähig werde. (Siehe dazu auch: Abschnitt „Männliche Dominanz“.) Rosie Stephenson-Goodknight äußerte 2019, dass auf Frauen in der Vergangenheit eher selten Bezug genommen wurde, dass historische Quellen Frauen oft nur kurz erwähnten und dass meist der Einfluss des Ehemanns in den Vordergrund gerückt worden sei. Dem modernen Leser könne ihr Beitrag daher kleiner erscheinen, als er war, was eine Hürde für ihre Darstellung in der Wikipedia darstelle. Ein Artikel im Spiegel konstatierte 2019, dass Ostdeutsche in der deutschsprachigen Wikipedia unterrepräsentiert seien. Die zugrundeliegende Datenanalyse umfasste alle Personenartikel mit einem Geburtsjahr von 1960 bis 1999 sowie einem identifizierbaren Geburtsort innerhalb der Grenzen des heutigen Deutschlands.
Der österreichische Kulturwissenschaftler Alan Schink nennt Wikipedia „das mächtigste Watchblog überhaupt“, weil hier auf intransparente Weise darüber entschieden werde, welches Wissen relevant sei und welches nicht und zum Beispiel als Verschwörungstheorie markiert und damit aus dem Diskurs ausgeschlossen werde. Dabei würden sich die entsprechenden Wikipedia-Autoren an Leitmedien wie Spiegel und ARD orientieren, dabei aber gleichzeitig selbst als „Akteur*innen dieses politisch-orthodoxen Diskurses“ vorgehen. Die Annahme, diese Leitmedien seien bei Themen wie den Terroranschlägen vom 11. September 2001 neutralere Quellen als beispielsweise Telepolis oder Russia Today, sei durchaus problematisch, denn sie gelte nur innerhalb einer politischen Rationalität, die durch die Deutungsmuster eben dieser Leitmedien konstituiert werde.

#### Einflussnahme durch Interessengruppen (Lobbyismus, Rechtsextremismus)
→ Zum Problem der verdeckten Einflussnahme im Allgemeinen siehe auch: Astroturfing und Guerillamarketing.
Wegen der zunehmenden Bekanntheit und breiten Nutzung der Wikipedia suchen unterschiedliche Interessengruppen, unter anderem aus Politik, Religion und Wirtschaft, vermehrt Einfluss auf Inhalte von Artikeln zu nehmen. Der Journalist Günter Schuler glaubte 2007 in der Wikipedia „das zielgerichtete Hijacken von Artikel-Inhalten für die jeweilige politische Sicht sowie die Praxis des Artikel-Aufschönens zu PR-Zwecken“ zu erkennen. In der Presse sorgte der WikiScanner für Aufsehen, weil sich mit diesem Beiträge unangemeldeter Benutzer den Netzwerken der Firmen oder Organisationen, von denen sie stammen, eindeutig zuordnen lassen. So wurde zum Beispiel 2006 bekannt, dass in den USA Änderungen an Politikerbiographien vorgenommen worden waren, von denen einige eindeutig auf Computer im US-Kongress zurückzuführen waren. 2005 wurde ein ähnlicher Fall publik, in dem Biografien deutscher Politiker von Computern aus dem Deutschen Bundestag bearbeitet worden waren; und auch die Konrad-Adenauer-Stiftung benutzte (2007 oder früher) einen ihrer eigenen Computer, um einen ihr nicht genehmen Eintrag zu löschen. Im Jahre 2015 wurde von Wikipedia-Administratoren ein Netzwerk bezahlter Autoren entlarvt, die werbend für ihre Kunden Texte veröffentlichten, und 381 Konten gesperrt.
Eine weitere Gefahr ist die Einflussnahme von extremistischen Kräften. Günter Schuler wies beispielsweise darauf hin, dass Rechtsextremisten aufgrund der „inhaltlichen Beliebigkeit“ des „neutralen Standpunkts“ ihre ideologischen Vorstellungen mittels Wikipedia einer größeren Leserschaft in propagandistischer Absicht zugänglich machen könnten. Er forderte als Gegenmaßnahme die Einführung einer bestimmten Antidiskriminierungs- und Antifaschismusetikette.
Die Anfälligkeit für einseitige Beeinflussung durch Interessengruppen unterschiedlichster Art ist allerdings kein spezielles Problem von Wikipedia, sondern ein allgemeines Problem im Internet. So wurde erstmals 2003 das Auftauchen staatlicher Trolle beschrieben. Auf eine organisierte Beeinflussung des Internets im Auftrag der russischen Regierung beispielsweise wurde die breite Öffentlichkeit aber erst im Zusammenhang mit dem Ukraine-Konflikt ab 2013 aufmerksam.
Die Politikwissenschaftlerin Margret Chatwin untersuchte 2007 den kampagnenartigen Einfluss der Neuen Rechten auf die Wikipedia am Beispiel der Wochenzeitung Junge Freiheit. Chatwin kam zu dem Schluss, dass es vor allem die garantierte Anonymität sei, die es der Neuen Rechten ermögliche, eine „Volkspädagogik von rechts“ auf breiter Ebene in die Enzyklopädie zu tragen. Die Wikipedia biete wie kaum ein anderes Medium die Möglichkeit, gesellschaftliche Diskurse zu prägen und bestimmte Begriffe und Werte zu entlasten oder neu zu besetzen, wobei die Akteure sowohl zu Diffamierungen wie Täuschungen greifen könnten. Chatwin bemängelte „das Fehlen einer redaktionellen Durchsicht und insbesondere einer Fachredaktion zu zeitgeschichtlichen und politischen Themen“, was sie für „das größte Defizit der Wikipedia“ erachtete.
In einem 2013 veröffentlichten Aufsatz kritisierte der Historiker Peter Hoeres biographische Einträge zu Wissenschaftlern und anderen Personen des öffentlichen Lebens in der Wikipedia. Es werde zu viel Wert auf die Darstellung von Kontroversen und der politischen Einordnung gelegt, während gleichzeitig die eigentliche wissenschaftliche Arbeit zu wenig beachtet werde. Außerdem sei die Quellenauswahl in einzelnen Artikeln zu einseitig. Dies sei „insbesondere bei als politisch nicht vollkommen korrekt empfundenen Personen der Fall.“
Obwohl die Wikipedia einen weltanschaulich, religiös und politisch neutralen Standpunkt einfordert, ist sie nicht gegen Autoren gefeit, die gewissen Artikeln eine bestimmte Stoßrichtung geben wollen und dabei teilweise auch die Grenze des guten Geschmacks überschreiten. Im Folgenden sind einige derartige Vorfälle in der englischsprachigen Wikipedia genannt:
- Im November 2005 wurde in den Artikel zum Kongressabgeordneten für Virginia, Eric Cantor, die Behauptung, er „müffele nach Kuhmist“, eingeschleust.[59] Dazu bemerkte Jimmy Wales 2006 in einem Interview, dass solche Veränderungen „definitiv nicht cool“ seien.[60]
- Im Januar 2006 wurde aufgedeckt, dass einige Mitarbeiter des Weißen Hauses eine konzertierte Aktion ins Leben gerufen hatten, die sich zum Ziel gesetzt hatte, Biographien ihrer Arbeitgeber in der englischsprachigen Wikipedia zu schönen und gleichzeitig die Artikel ihrer politischen Gegner mit negativen Informationen zu versehen.
- Hinweise auf ein Wahlkampfversprechen von Martin Meehan, sein politisches Amt im Jahr 2000 aufzugeben, wurden durch seine Mitarbeiter getilgt.
- Ein Angestellter des US-Kongresses fügte in den Artikel über Bill Frist die Bemerkung ein, dieser sei „unfähig“.

Eine große Zahl weiterer Veränderungen wurden von IP-Adressen des US-Repräsentantenhauses aus vorgenommen.
Verdeckt recherchierende Reporter des Bureau of Investigative Journalism enthüllten im Dezember 2011, dass die Londoner PR-Agentur Bell Pottinger planmäßig verschiedene Internetressourcen, darunter Wikipediaeinträge, manipulierte. In der englischsprachigen Wikipedia wurden kurz danach mehrere Bell Pottinger zuordenbare Wikipedia-Benutzerkonten gesperrt.
Auch in der deutschsprachigen Wikipedia kam es zu politisch motivierten Manipulationsversuchen. Einige anonyme Benutzer versuchten offenbar, durch tendenziöse Änderungen in den Artikeln der Spitzenkandidaten Einfluss auf den nordrhein-westfälischen Wahlkampf im Jahr 2005 zu nehmen. Peter Schink schrieb in der Netzeitung,
„dass gezielt Absätze in einem Artikel über Jürgen Rüttgers manipuliert wurden, um den CDU-Spitzenkandidaten in ein besseres Licht zu rücken. […] Auch der Artikel von NRW-Ministerpräsident Peer Steinbrück (SPD) wurde manipuliert – … zu dessen Ungunsten. Dessen ehrenamtliche Tätigkeiten wurden mit ‚Nebentätigkeiten‘ überschrieben.“
Einige der verwendeten Adressen dieses Vorfalls stammten aus der Landeshauptstadt Düsseldorf, einige aus dem Netzwerk des Deutschen Bundestages.
Von Personen und Gruppierungen, die unterschiedlichen politischen Ansichten anhängen, können außerdem sogenannte Editwars (Bearbeitungskriege) mit dem Ziel geführt werden, die Inhalte eines Artikels grob zu verfälschen. So fügten 2006 etwa verschiedene Bearbeiter nach dem Herzinfarkt-Tod von Kenneth Lay, dem Vorsitzenden der Firma Enron, in dessen Biographie die Mutmaßung ein, es habe sich um einen Selbstmord gehandelt, noch bevor die amtliche Todesursache bekannt gegeben wurde. Solche Bearbeitungen wurden immer wieder entfernt und erneut eingefügt; letztlich blieb der Artikel tatsächlich dabei, dass es sich um einen Herzinfarkt gehandelt habe. Zu diesem Zeitpunkt gab es nicht den geringsten Hinweis, dass Lays Tod eine unnatürliche Ursache gehabt haben könnte. Die Versionsgeschichte dieses Artikels wurde von der Presse aufgegriffen und Frank Ahrens behandelte diese in seiner Kolumne in der Washington Post.
Im bis dahin größten entdeckten Fall systematischer Urheberrechtsverletzung wurde von 2003 bis 2005 über zwei Jahre hinweg der gesamte Themenbereich Philosophie mit von der marxistisch-leninistischen Staatsphilosophie geprägten Artikeln aus älteren DDR-Lexika überschwemmt. Alle übrigen philosophischen Sichtweisen wurden dadurch an den Rand gedrängt, sodass die seit dem Zusammenbruch des Sowjetkommunismus nur noch sehr gering verbreitete Ideologie des Dialektischen Materialismus in der deutschsprachigen Wikipedia zeitweise breiten Raum einnahm. Detlef Borchers sprach 2005 in diesem Zusammenhang von „zuschlämmen“ und „zumüllen“. Eine weltanschaulich andere Darstellung philosophischer Sachverhalte wurde nach Löschung der betroffenen Artikelgruppen wegen Urheberrechtsverletzung möglich.
Über Veröffentlichungen auf der Plattform YouTube versuchen Markus Fiedler und Dirk Pohlmann seit 2018 einen linksradikalen, gleichzeitig proamerikanischen und proisraelischen „Klüngel“, der die Wikipedia unterwandert habe, aufzudecken. Sie veröffentlichten in diesem Zusammenhang den Klarnamen eines Benutzers, der ihm unliebsame Mitglieder der Partei Die Linke, der er selbst angehörte, in Zusammenhang mit Antisemitismus und Antizionismus gerückt hatte. Als der Benutzer dagegen gerichtlich vorging, bekamen Fiedler und Pohlmann in einem einstweiligen Verfügungsverfahren Recht.
Das Gericht argumentierte, dass in diesem Fall das öffentliche Informationsinteresse vor dem Persönlichkeitsrecht überwiege. Die beiden veröffentlichen auch beim russischen Staatssender Russia Today und bei KenFM, wo verbreitet wird, die Mainstreammedien würden durch eine proamerikanische Lobby gesteuert. Der Journalist Thomas Urban bescheinigt ihnen deshalb, eine „eigene Agenda“ zu verfolgen.
Jan Böhmermann deckte im ZDF Magazin Royale auf, wie Wikipedia während des Wahlkampfs zur Bundestagswahl 2021 von Parteien und Politikern in ihrem Interesse manipuliert wurde. Das Magazin stieß in Zusammenarbeit mit Netzpolitik.org auf eine PR-Agentur (Piwac), die aktiv Artikel in der Wikipedia nach Kundenwünschen anpasst.

#### Bezahltes Schreiben (Paid Editing)
Im Januar 2014 wurde eine Studie des Journalisten Marvin Oppong im Auftrag der Otto-Brenner-Stiftung veröffentlicht, in der er den Einfluss von bezahlten Auftragsautoren (Unternehmen, PR-Agenturen, Stiftungen etc.) in der Wikipedia untersuchte. Darin kommt er zu dem Ergebnis, dass „PR und Manipulation“ in der deutschsprachigen Wikipedia „allgegenwärtig“ seien. Insbesondere „Unternehmen, […] Verbände, Parteien und Einzelpersonen“ würden versuchen, „auf die verschiedensten Arten und Wege, ihr Bild in der Öffentlichkeit durch Eingreifen in die Artikel der Online-Enzyklopädie zu schönen“. Als ein Beispiel führt er den Artikel über die Daimler AG an, in dem ein kritischer Abschnitt über NS-Zwangsarbeit gelöscht wurde. Als Fazit beschreibt Oppong, dass die „Wikipedia-Community […] des Problems nicht selbst Herr zu werden“ vermag. Zudem beschreibt er zehn Lösungsvorschläge, darunter etwa die Steigerung der Nutzer-Verifizierung, die Schaffung von „unabhängigen Kontrollgremien“ oder die Förderung der Medienkompetenz in Ausbildungseinrichtungen. Die Studie wurde von verschiedenen Medien aufgegriffen, verbreitet und positiv bewertet, so etwa in der Süddeutschen Zeitung, dem Spiegel oder der Neuen Zürcher Zeitung.
Im Februar 2014 untersuchte eine Arbeitsstelle der Europa-Universität Viadrina, die von Johannes Weberling geleitet wird, die Aussagefähigkeit der Studie. Sie kam zu dem Fazit, dass sie „wilde Spekulationen, gezielte Auslassungen und wenig Neues“ biete. Oppong scheine sich „bewusst dafür entschieden zu haben, es nicht allzu genau zu nehmen und das Thema ‚Verdeckte PR in Wikipedia‘ zu skandalisieren“. So seien beispielsweise bestimmte Forderungen wie „verifizierte Benutzer“ seit Jahren umgesetzt. Auch der Vorwurf gegen einen bekannten Wikipedia-Benutzer, er würde bezahlt und/oder im eigenen Interesse editieren, sei „reine Spekulation“. Die Änderungen gingen „nicht über das hinaus, was jeder andere Autor in Wikipedia auch tut“. Kritisiert wird des Weiteren, dass „in den meisten Medien […] die Ergebnisse der Studie nahezu kritiklos übernommen [wurden], ohne sie im Einzelnen zu hinterfragen“. Der Wikipedia-Forscher und Organisationstheoretiker Leonhard Dobusch äußerte bei netzpolitik.org ebenfalls Kritik an der Studie. Sie lasse sich „bisweilen sehr stark so [lesen], als ginge es nur darum, die Ausgangsthese – Wikipedia ist der PR-Übermacht schutzlos ausgeliefert – zu belegen“. Dabei ließen sich Bearbeitungen im Sinne von PR auf Wikipedia „leichter nachvollziehen, als das in herkömmlichen Medien der Fall ist“.
Der Politikwissenschaftler, Wikipedia-Administrator und Gründer des Wikipedia-Projekts Umgang mit bezahltem Schreiben, Dirk Franke, beurteilte die Debatte als wichtig, eine Gefahr für die Qualität oder Neutralität der Artikel sieht er aber nicht. Die Argumente von Oppong hält er für übertrieben. So seien beispielsweise die von Oppong angeführten Manipulationen im Artikel der Daimler AG nach bereits einer Minute wieder gelöscht worden. Wikipedia habe eine „sehr engagierte Community, die sich auch ständig gegenseitig kontrolliert“. Die entsprechenden Kontrollmechanismen seien ausreichend, zudem gehe es „in der Wikipedia vor allem um klassische Bildungsthemen – nicht um Artikel über Unternehmen, Politiker oder Promis“.
Nach Angaben des Sprechers des Vereins Wikimedia Deutschland seien 9 der 10 Vorschläge von Oppong bereits vor der Veröffentlichung der Studie umgesetzt bzw. in Arbeit. Die OBS-Studie bringe deshalb keine neuen Verbesserungsvorschläge vor.
Nach einer Mahnung im Mai 2019 sprach der Deutsche Rat für Public Relations im April 2020 eine Rüge gegen die deutschsprachige Ausgabe der Wikipedia aufgrund von „unzureichender Transparenz und Absenderkennzeichnung“ aus. Es sei für Leser „nicht auf den ersten Blick erkennbar, ob die Beiträge von den Autoren auf Eigeninitiative oder im Auftrag von Dienstleistern erstellt wurden“.

#### Anonymes Schreiben
Von vielen Seiten ist die Wikipedia für die Möglichkeit gescholten worden, Benutzern das anonyme Bearbeiten der Artikel zu gestatten. Dies erlaube denjenigen, die böswillige Veränderungen vornehmen, anonym zu bleiben, und erschwere ihre Verfolgung. So schrieb der Mitbegründer der Wikipedia Larry Sanger:

„Eine weithin verbreitete Anonymität führt zu einem charakteristischen Problem, nämlich, die steigende Attraktivität des Projekts für Leute, die ausschließlich Ärger machen wollen, oder die es schwächen wollen, oder die es in etwas ändern wollen, was es vereinbarungsgemäß nicht ist – mit anderen Worten: das ‚Troll-Problem‘.“

Zwar hinterlassen anonyme Bearbeiter automatisch eine IP-Adresse, die von Administratoren genutzt werden kann, sich beim entsprechenden Internet-Provider zu beschweren oder allen Teilnehmern eines Diensteanbieters den Schreibzugriff für die Wikipedia zu entziehen. Solche Maßnahmen sind jedoch abzuwägen, weil dabei möglicherweise auch konstruktive Mitarbeiter ausgeschlossen werden. Erfahrene Computernutzer sind ohnehin in der Lage, eine Sperrung des Schreibzugriffs per Proxy zu umgehen. Es ist oftmals vorgeschlagen worden, eine Anmeldung als Voraussetzung für den Schreibzugriff einzuführen. Seit dem 6. Dezember 2005 können in der englischsprachigen Wikipedia nur noch angemeldete Benutzer neue Seiten anlegen. Laut Jimmy Wales hat sich diese Änderung jedoch nicht bewährt:

„Die Idee war ursprünglich, das Anlegen unsinniger Artikel durch bestimmte Nutzer zu verlangsamen. Das Ergebnis war, dass diese Nutzer nun einen Account anlegen und die Artikel noch schwerer als vorher zu finden sind.“

#### Vandalismus und Hoaxes
Im Jahr 2005 geriet Wikipedia aufgrund der Seigenthaler-Affäre massiv in die Schlagzeilen. Ein damals unbekannter Autor erstellte in der englischen Wikipedia einen biographischen Artikel über John Seigenthaler Sr., der zahlreiche falsche und diffamierende Behauptungen enthielt. Diese Seite blieb über Monate unbeanstandet, bis sie von Victor S. Johnson, Jr. – einem Freund Seigenthalers – entdeckt wurde. Dieses prominente Beispiel eines Hoax-Eintrags wurde erst auf Seigenthalers Intervention hin von Jimmy Wales vollständig gelöscht. Der Autor gab sich später zu erkennen und erklärte, er habe sich lediglich einen Scherz mit einem Arbeitskollegen erlaubt, der die Familie Seigenthaler kannte, und nicht gewusst, dass die Wikipedia keine Scherz-Enzyklopädie sei. In ähnlicher Weise sind zahllose weitere Artikel böswillig verändert worden: entweder, um den Ruf einer bestimmten Person zu schädigen oder um Wikipedia selbst zu schaden. Es gab auch Fälle von Wikipedia-Kritikern, die eigenhändig Falschinformationen in die Wikipedia eingeschleust haben, um „das System“ zu testen und seine Unzuverlässigkeit vorzuführen.
Wikipedia stellt den Autoren verschiedene (technische) Hilfsmittel zur Verfügung (die Administratoren verfügen noch über einige weitere), um solche böswilligen Veränderungen zu bekämpfen. Die meisten Vandalismen werden so innerhalb von wenigen Minuten beseitigt. Dessen ungeachtet gab es Vorkommnisse, in denen diffamierende, unbegründete oder vorsätzlich falsche Behauptungen in verschiedenen Fassungen von Wikipedia-Artikeln für eine signifikante Zeitdauer Bestand hatten, wobei die Seigenthaler-Affäre bis heute international das bekannteste Beispiel ist. Ein weiteres Beispiel ist der Artikel zum frei erfundenen Bicholim-Konflikt.

#### Propaganda und Informationsmanipulation
Am 24. April 2025 beschuldigte der Staatsanwalt des District of Columbia „ausländischen Akteuren die Möglichkeit zu geben, Informationen zu manipulieren und Propaganda in der amerikanischen Öffentlichkeit zu verbreiten“ und kündigte an, den Status der Gemeinnützigkeit der Wikimedia Foundation zu überprüfen.

### Qualitätsfragen

#### Systemimmanente Verzerrung von Inhalten
Wikipedia wird vorgeworfen, Inhalte systembedingt verzerrt darzustellen. Es gebe eine Tendenz, Kuriositäten eine überproportionale Wichtigkeit einzuräumen, wohingegen grundlegende Artikelgegenstände oftmals vernachlässigt würden. In einem Dossier der Wochenzeitung Die Zeit vom 7. September 2006 untersuchte der damalige Leiter des Deutschen Historischen Instituts in Washington, der Historiker Christof Mauch, exemplarisch den Artikel George Washington. Er
„kritisiert, dass Kuriosa über die Beschaffenheit von Washingtons Zähnen oder seinen Besitzanteil an einem Piratenschiff mehr Platz einnehme als die Ausführungen über Washingtons Weltbild […] Der Artikel verarbeitet die Literatur zu George Washington weitgehend unkritisch. Er ist nicht aus einem Guss geschrieben; vielmehr hat er einen Patchwork-Charakter. Die Sprache ist auffällig simpel. Insgesamt ist der Artikel eine Sammlung aus meist korrekten, aber zum Teil willkürlich zusammengestellten Fakten, denen es an innerer Ordnung, an sachlicher Tiefe und an Kolorit fehlt.“
In einem Interview mit dem Guardian erklärt Dale Hoiber, verantwortlicher Redakteur bei der Encyclopædia Britannica, dass
„die Leute über Dinge schreiben, die sie interessieren, und auf diese Weise werden viele Themen gar nicht behandelt; dafür werden aktuelle Nachrichtenereignisse sehr detailliert dargestellt. Letztens war der Eintrag über den Hurrikan Frances mehr als fünfmal so lang wie der über chinesische Kunst, und der Eintrag über die Coronation Street war doppelt so umfangreich wie der Artikel über Tony Blair.“
Auch wenn die Kritik auf diese speziellen Beispiele inzwischen ggf. nicht mehr zutrifft, wäre es möglich, weitere ähnliche Vergleiche dieser Art anzustellen. Die Autoren der deutschsprachigen Wikipedia räumen hier große strukturelle Probleme ein – etwa was Grundlagen- und Übersichtsartikel angeht.

#### Systemimmanente Verzerrung der Sichtweise (NPOV)
Ein noch schwieriger zu lösendes Problem ist, dass auch dann, wenn Inhalte an sich vollständig und ausgewogen dargestellt werden, dies in einer Weise geschieht, die allein aus Sicht der zu einem bestimmten Zeitpunkt Beteiligten neutral ist. Die Vorstellung von Neutralität der derzeitigen oder zukünftigen Leserschaft kann sich davon jedoch durchaus unterscheiden.
Es gab bereits verschiedentlich Versuche, die Differenzen zwischen einem neutralen Standpunkt (NPOV, Neutral Point Of View) und der Sichtweise neuer Benutzer zu thematisieren, die für die Sichtweise irgendeiner größeren Gruppe stehen, aber nicht der Sicht des durchschnittlichen Wikipedianers entsprechen. Als Reaktion darauf entstand in der englischen Wikipedia ein WikiProject Countering systemic bias. Die Mitarbeiter des Projektes spüren solche Differenzen auf, die ihrer Ansicht nach aufgelöst werden sollten, und listen sie auf einer Projektseite.
Aber auch das Konzept des neutralen Standpunkts selbst wurde kritisiert: Es sei irreführend, nicht umsetzbar und führe gelegentlich sogar zu unhaltbaren Ergebnissen. Einige Kritiker (und auch einige Mitarbeiter) sind deshalb der Auffassung, NPOV sei ein unerreichbares Ideal, auch wenn sie nicht ausschließen möchten, dass es wünschenswert und eventuell auch möglich sei, sich diesem anzunähern. Andere Kritiker behaupten, NPOV sei praktisch der „Standpunkt der Masse“. Dies habe den Effekt, dass massenkompatible Ansichten gegenüber radikaleren Ansichten privilegiert würden.

#### „Demokratietheoretisches Paradox“
Mit der Wikipedia droht laut Samuel Salzborn die „demokratiepolitische Gefahr, die Generierung von scheinbarem Wissen über politische Fragen privaten Akteuren ohne jede Qualitätskontrolle und juristische Haftung zu überlassen.“ Aus demokratietheoretischer Perspektive paradox an Wikipedia sei, dass der zweifellos demokratische Anspruch, Wissen frei verfügbar und mitgestaltbar zu machen, in der Praxis zu einer „Spielwiese“ geführt habe, auf der es durch „die faktische Dominanz von Personen, die (aufgrund hinreichender Zeitressourcen und/oder dem politischen Interesse an einer bestimmten Textfassung) die Seiten fortwährend beobachten und ändern“, nicht um Freiheit gehe, sondern um „Entscheidungsmacht und Deutungshoheit“.

#### „Anti-Elitarismus“ als Schwäche
Neben dem Problem bewusster Fehleintragungen besteht das weit schwerer einzugrenzende Problem, dass sich in den Inhalten mittelfristig Halbwissen durchsetzt. In einer durch Arbeitsteilung ausgezeichneten Gesellschaft verfügt immer nur eine Minderheit über Fachwissen. Diese Minderheit läuft jedoch stets Gefahr, von der Mehrheit fälschlich „korrigiert“ zu werden. Der US-amerikanische Informatiker und Künstler Jaron Lanier bezeichnet solche kollektivistischen Ansätze im Internet als „Digitalen Maoismus“. Der Gefahr, dass die Inhalte der Wikipedia nicht den Wissensstand der Gesellschaft, sondern die gängigen Vorurteile der Mehrheitsgesellschaft abbilden, bekräftigen und tradieren, sei auch durch administrative Vorgänge und korrektives Eingreifen von Autoren nicht vollständig beizukommen.
Der vormalige Chefredakteur der Nupedia, Larry Sanger, äußerte auf Kuro5hin.org die Meinung, dass „Anti-Elitarismus“ – die bewusste Verachtung von Expertentum – unter den Autoren und Unterstützern der Wikipedia weit verbreitet sei. Ein weiteres Problem sei die Dominanz von schwierigen Personen, von Usern mit einem Übermaß an Zeit und damit einer wertvollen „Währung“ im Ringen um die Durchsetzung einer Version, sowie von Trollen und deren Unterstützern.

#### Struktur und Stilistik
Der Schweizer Historiker Peter Haber, der sich intensiv mit der Bedeutung der Wikipedia für die Geschichtswissenschaften beschäftigte, bemerkte im Jahr 2010: „Die Schwächen der Wikipedia [liegen] ausgerechnet dort […], wo viele ihre größte Stärke vermuten: Sie eignet sich nicht besonders gut dafür, sich einen ersten Überblick über ein komplexes Thema zu verschaffen […]. Es ist eine höchst anspruchsvolle Aufgabe, auf knappem Raum in ein geschichtswissenschaftliches Thema einzuführen. Solche Beiträge eignen sich nicht dafür, kooperativ verfasst zu werden“.

#### Sprachlicher Stil
Der amerikanische Historiker Roy Rosenzweig äußerte in einem Essay vom Juni 2006, der Lob und Tadel gleichermaßen enthielt, Kritik am sprachlichen Stil sowie am Unvermögen, das zentrale Wesentliche vom abseitigen Kuriosen zu trennen. Gleichwohl würdigte er, dass Wikipedia „überraschend korrekt in der Wiedergabe von Namen, Daten und Ereignissen der amerikanischen Geschichte“ sei (Rosenzweigs eigenes Studienfeld) und dass die wenigen Sachfehler, die er gefunden habe, „unbedeutend und folgenlos“ wären: Es gäbe „einige Fehler ohnehin weithin geglaubte, aber falsche Vorstellungen“, von denen sich viele auch in der Microsoft Encarta oder der Encyclopædia Britannica fänden:

“Good historical writing requires not just factual accuracy but also a command of the scholarly literature, persuasive analysis and interpretations, and clear and engaging prose. By those measures, American National Biography Online easily outdistances Wikipedia.”

„Gute Geschichtsschreibung verlangt nicht nur sachliche Korrektheit, sondern auch die Beherrschung der wissenschaftlichen Literatur, handwerklich überzeugende Analysen und Interpretationen sowie eine klare und verbindliche Sprache. Legt man diese Maßstäbe an, so überrundet die American National Biography Online die Wikipedia mit Leichtigkeit.“

Roy Rosenzweig hat die Artikel zu Abraham Lincoln in der Wikipedia und in der American National Biography Online, der vom Spezialisten für den amerikanischen Bürgerkrieg James McPherson erstellt wurde, verglichen und anerkannt, dass beide sachlich korrekt sind und die wichtigen Phasen des Lebens von Lincoln darstellen. Allerdings hob er „McPhersons stärkere Einbindung in die Kontexte […], seinen virtuosen Umgang mit Zitaten, um Lincolns Stimme einzufangen […] und […] seine Fähigkeit, tiefgründige Gedanken mit nur wenigen Worten auszudrücken“ lobend hervor. Als Kontrast zitierte er ein Beispiel für den sprachlichen Stil der Wikipedia, den er als „schwafelnd und schwerfällig“ empfindet. Er stellte „die Könnerschaft und das sichere Urteil eines erfahrenen Historikers“, wie bei McPherson und anderen, dem „Antiquarianismus“ der Wikipedia gegenüber, die er dabei mit dem Magazin American Heritage verglich. Er räumte ein, dass in der Wikipedia zwar oft umfängliche Referenzen zur Verfügung gestellt würden, monierte jedoch, dass diese nicht immer „vom Feinsten“ seien. Andererseits räumte er ein:
„Nicht alle Historiker schreiben so brillant wie McPherson und [Alan] McBrinkley, und einige der besseren Wikipedia-Artikel enthalten lebendigere Porträts als einige lieblos und schematisch (sterile and routine entries) geschriebene Lemmata im American National Biography Online“.
Rosenzweig bemängelte auch die „zum Schwafeln ermutigende NPOV-Richtlinie, die zur Folge hat, dass es nahezu unmöglich ist, irgendeine Stellungnahme zur Geschichte in der Wikipedia zu erahnen.“ Als Beispiel zitierte er den Abschluss des Wikipedia-Artikels zu William Clarke Quantrill. Obwohl er diesen Artikel grundsätzlich lobte, wies er dennoch auf das angeblich nur phrasenhafte Fazit hin:
„Einige Historiker […] sehen ihn als einen opportunistischen, blutdürstigen Geächteten, wohingegen andere ihn weiterhin als wagemutigen Soldaten und lokalen Volkshelden betrachten.“
Kritik ruft auch der Umstand hervor, dass Autoren in der Diskussion zu einzelnen Artikeln häufig Abkürzungen und Fachbegriffe benutzen, die anderswo kaum geläufig sind. Das schafft ein Ungleichgewicht und erschwert vor allem neueren Wikipedianern Verständnis und Mitarbeit. Zur Abmilderung dieses Problems leistet ein seit 2004 bestehendes Glossar Hilfestellung.

#### Qualitätsunterschiede
Viele Wikipedia-Kritiker, aber auch Wikipedia-Autoren haben festgestellt, dass die Qualität der Artikel stark schwankt, selbst wenn man umstrittene Themenbereiche von der Diskussion ausklammert. Einige Artikel sind in jeder Hinsicht exzellent: betreut von Autoren mit Fachwissen des jeweiligen Themengebietes, mit zahlreichen nützlichen und informativen Verweisen, und geschrieben in einem angemessenen, sachlichen Lexikonstil. Auf der anderen Seite können Wikipedia-Artikel amateurhaft, inhaltlich zweifelhaft oder schlicht falsch sein. Für den Leser, der sich mit einem Thema nicht auskennt, ist es schwer zu entscheiden, welche Artikel korrekte Informationen enthalten und welche nicht. Darüber hinaus enthält Wikipedia eine große Anzahl extrem knapper Artikel (stubs), die wenig mehr als die bloße Kurzdefinition eines Begriffs bieten.
Der Wikipedia-Gründer Jimmy Wales gibt zu, dass die enormen Qualitätsunterschiede zwischen verschiedenen Artikeln und Themenbereichen nicht zu übersehen seien, hält allerdings die durchschnittliche Qualität für „recht gut“, zumal sie sich mit jedem weiteren Tag verbessere.
In einer Untersuchung der Frankfurter Allgemeine Sonntagszeitung, die im Juli 2025 veröffentlicht wurde, wurden 1000 zufällige Artikel aus der deutschsprachigen Wikipedia mithilfe von KI und eigenen Recherchen auf Fehler und Aktualität hin überprüft. Demnach wiesen 20 % der geprüften Artikel fehlerhafte, weitere 20 % veraltete Informationen auf. Als Grund wird eine hohe Einstiegshürde für neue Autoren ausgemacht.

#### Schwierigkeit der zeitnahen Inhaltskontrolle
Je häufiger ein Wikipedia-Artikel besucht wird, desto häufiger werden in der Regel auch die Inhalte überprüft („100-Augen-Prinzip“). Die Gefahr, dass Fehler für längere Zeit in einem Artikel verbleiben können, ist also in abseitigen Themengebieten erhöht. Aber auch in vielbesuchten und hochfrequent geänderten Artikeln kann ein Fehler gerade zwischen der Masse der anderen Änderungen unentdeckt in den Text schlüpfen und dort unbemerkt verbleiben. Solange solche Falschinformationen nicht bemerkt und korrigiert worden sind, wird dieser Artikel fehlerhaftes Wissen vermitteln, das sich somit auf andere Webseiten verbreiten kann (siehe auch den Abschnitt Zweifelhafte Quellenangaben).
Diese spezifische Kritik ist einer der am häufigsten diskutierten Schwachpunkte bei Wikipedia. So greifen die Medien gerne unentdeckte Fehler auf, etwa die „Wikifehlia“-Aktion der BILD-Zeitung, oder platzieren zu Demonstrationszwecken selbst Falschinformationen in der Wikipedia, wie die Süddeutsche Zeitung Ende 2006. Der amerikanische Satiriker Stephen Colbert schuf in Anspielung auf die verbesserungsbedürftige Inhaltskontrolle bei Wikipedia das englische Kunstwort wikiality.

#### Jugendschutz
Einzelne Pädagogen kritisieren mitunter die Wikipedia aufgrund der nach ihrer Sicht nicht ausreichenden Gewährleistung des Jugendschutzes. Da keinerlei Altersverifikation erfolgt, können auch Minderjährige Inhalte aufrufen, die von den Kritikern als pornografisch angesehen werden. So kritisierte unter anderem der damalige Präsident des Deutschen Lehrerverbandes Josef Kraus 2014 die Wikipedia und forderte von dieser die Entfernung der als pornografisch bewerteten Inhalte sowie ein Bewusstsein für dieses Problem von Eltern, Schulen und auch von der Bundesprüfstelle für jugendgefährdende Medien.

### Rechtsfragen

#### Persönlichkeitsrechte
Ein Verstoß gegen Persönlichkeitsrechte kann vorliegen, wenn eine vergleichsweise unbedeutende Person gegen ihren erklärten Willen einen Eintrag in der Online-Enzyklopädie erhält.
Daniel Brandts Wikipedia Watch meinte in Bezug zum Artikel über Daniel Brandt, der einmal in der englischen Wikipedia nachzuschlagen war:
„Wikipedia ist eine potentielle Bedrohung für alle, die sich um die Privatsphäre (privacy) sorgen. […] Ein höherer Grad von Verantwortlichkeit im Wikipedia-System, wie oben diskutiert, wäre ebenfalls der allererste Schritt in Richtung einer Lösung der datenschutzrechtlichen Probleme.“
Im Januar 2006 erwirkten die Eltern eines verstorbenen Hackers mit dem Pseudonym Tron vor einem Berliner Gericht eine einstweilige Verfügung gegen Wikimedia Deutschland, in der dem Verein untersagt wurde, von der Webadresse https://www.wikipedia.de/ auf die deutschsprachige Wikipedia https://de.wikipedia.org/ weiterzuleiten, solange in der Wikipedia der bürgerliche Name des Hackers genannt wurde. Die einstweilige Verfügung wurde am 9. Februar 2006 wieder aufgehoben.

#### Urheberrecht
Die offene Natur eines Wikis bietet keinen unmittelbaren Schutz vor Urheber- und anderen Rechtsverletzungen. Gegen gezielt eingeschleuste urheberrechtlich geschützte Texte, deren Herkunft sich nur schwer erkennen bzw. nachweisen lässt, ist die Autorengemeinschaft weitgehend machtlos. Am 28. November 2005 meldete Detlef Borchers auf Heise online, dass die freiwilligen Betreuer der deutschsprachigen Wikipedia mit einem ungeheuren Fall einer Massen-Urheberrechtsverletzung zu kämpfen haben:
„Etliche hundert Einträge in der Wikipedia stammen offenbar aus DDR-Lexika – sie verletzen damit das Prinzip, dass das Lexikon keine möglicherweise geschützten Texte enthalten darf, damit es frei zitierbar bleibt.“
Sasan Abdi merkte zur Anfälligkeit des Systems gegenüber dem spezifischen Vorgehen des Artikeleinstellers auf ComputerBase an:
„Für Kritiker des freien Lexikons bedeutet der neuerliche Vorfall einen ungeahnten Auftrieb. Schon das Prinzip von ‚Wiki‘, das jedem erlaubt, seine Artikel einzustellen, scheint für derlei Zwischenfälle fast schon zwangsweise anfällig. Nicht umsonst haben anonyme Autoren mit verschiedenen IP-Adressen allein in den vergangenen zwei Jahren soviel fragwürdiges Material in die Diamat-Ansicht von Wikipedia eingespeist, dass die Gegenleser kaum mit dem Löschen hinterher kamen.“
Seitdem ist es immer wieder zu ähnlichen, wenn auch erheblich kleineren Vorfällen dieser Art gekommen, etwa reihenweisen Übernahmen aus Microsofts Encarta, die entfernt werden mussten. Umgekehrt sind zahlreiche Fälle bekannt, in denen Urheberrechte der Autoren der Wikipedia verletzt wurden, indem Beiträge ohne Einhaltung der Lizenz aus Wikipedia kopiert und in fremde Webseiten eingearbeitet wurden.

### Bedrohung traditioneller Medien
Wikipedia wird dafür kritisiert, dass sie eine ökonomische Bedrohung für die Herausgeber traditioneller Enzyklopädien darstellt. Manche Lexika können nicht mit einem im Grundsatz kostenlosen Produkt konkurrieren, andererseits werden aber zunehmend Lexika und andere Grundlagenwerke zur kostenlosen Nutzung ins Internet gestellt.

#### Entwicklung traditioneller Enzyklopädien
Die Brockhaus Enzyklopädie sollte laut einer Ankündigung des Brockhaus-Verlags vom Februar 2008 künftig nicht mehr als gedruckte Ausgabe erscheinen. Verlagssprecher Klaus Holoch äußerte sich wie folgt: „Die Zeit, in der man sich eine hervorragende Enzyklopädie von anderthalb Meter Umfang ins Regal stellt, um sich dort herauszusuchen, was man wissen will, scheint vorbei zu sein.“ Die Bertelsmann-Tochter inmediaONE teilte im Sommer 2013 mit, der Direktvertrieb der Brockhaus Enzyklopädie werde 2014 eingestellt und Online-Aktualisierungen werde es nur noch weitere sechs Jahre geben.
Die Herausgeber der Encyclopædia Britannica versicherten 2005, dass sie sich durch die Wikipedia nicht bedroht fühlten. „Die Grundidee der Wikipedia ist, dass kontinuierliche Verbesserung zu einem perfekten Endergebnis führen wird; diese Behauptung ist bisher jedoch durch nichts bewiesen“, äußerte sich Ted Pappas, der verantwortliche Herausgeber des Nachschlagewerks gegenüber dem Observer. 2012 wurde die gedruckte Ausgabe der Encyclopædia Britannica aufgegeben. Sie erscheint nunmehr nur noch digital.
Meyers Konversations-Lexikon, das 2006 komplett online gestellt wurde, ist 2009 eingestellt worden. Microsoft Encarta gab es nur von 1993 bis 2009. Gablers Wirtschaftslexikon ist seit Mitte 2009 auch in einer Online-Version verfügbar.
Das Historische Lexikon der Schweiz erschien seit 1998 zuerst als Online-Version und ab 2002 auch in gedruckter Form (jeweils 13 Bände in deutscher, französischer und italienischer Sprache, eine rätoromanische Ausgabe erscheint seit 2010). Das Schweizerische Idiotikon (Schweizerdeutsches Wörterbuch) ist seit 2010 digital abrufbar.

#### Bedrohungspotenziale durch Wikipedia und Internet
Nicholas Carr schrieb 2005 in seinem Essay The amorality of Web 2.0 – wobei er vom sogenannten Web 2.0 als Ganzem spricht:

“Wikipedia might be a pale shadow of the Britannica, but because it’s created by amateurs rather than professionals, it’s free. And free trumps quality all the time. So what happens to those poor saps who write encyclopedias for a living? They wither and die. The same thing happens when blogs and other free on-line content go up against old-fashioned newspapers and magazines. Of course the mainstream media sees the blogosphere as a competitor. It is a competitor. And, given the economics of the competition, it may well turn out to be a superior competitor. The layoffs we've recently seen at major newspapers may just be the beginning, and those layoffs should be cause not for self-satisfied snickering but for despair. Implicit in the ecstatic visions of Web 2.0 is the hegemony of the amateur. I for one can't imagine anything more frightening.”

„Wikipedia mag ein blasser Schatten der Britannica sein, aber da sie von Amateuren und nicht von Profis erstellt wird, ist sie kostenlos. Und kostenlos schlägt Qualität jedes Mal. Nun, was geschieht aber mit den armen Tröpfen, die für ihren Lebensunterhalt an Lexika gearbeitet haben? Sie kränkeln und verschwinden. Dasselbe geschieht, wenn Blogs und andere kostenlose Online-Angebote althergebrachten Printmedien gegenübergestellt werden. Selbstverständlich erkennen die traditionellen Medien die Blogosphäre als Konkurrenten an. Sie ist ein Konkurrent. Und, unter Maßgabe der Marktgesetze, könnte sich durchaus herausstellen, dass sie der überlegene Mitbewerber ist. Die Entlassungen, die wir kürzlich bei großen Zeitungen erlebt haben, könnten nur der Anfang sein; und solche Entlassungen sollten uns nicht Anlass zur Schadenfreude, sondern zur Verzweiflung geben. Die ekstatischen Visionen des Web 2.0 gehen einher mit der Vorherrschaft des laienhaften Amateurs. Ich für meinen Teil kann mir nichts Angsteinflößenderes vorstellen.“

Peter Praschl schrieb 2013:
„Das meiste von dem, was der Brockhaus (wie alle nicht mehr existierenden Enzyklopädien) wollte, kann Wikipedia längst sehr viel besser. Es ist schneller, aktueller […], zuverlässiger der Wissens- und Erkenntnisproduktion hinterher, gleichsam nervöseres Wissen. Wikipedia ist demokratischer, als jedes gedruckte Lexikon sein konnte, nicht nur, weil sich jeder an ihr beteiligen kann und der Zugang kostenlos ist, sondern auch, weil man dort auf Diskussionsseiten und in den Versionsgeschichten, die jeden Artikel begleiten, den Produktionsprozess der Wissensvermittlung transparent macht.“
Das Internet kann nicht generell dafür verantwortlich gemacht werden, dass bestimmte traditionelle Produkte wie etwa Zeitungen, Zeitschriften oder gedruckte Lexika Absatzschwierigkeiten haben: „Produkte, die nicht gekauft werden, bleiben nicht wegen des Internets liegen, sondern weil sie es den Kunden nicht wert sind.“ ()
Offen bleibt, ob Wikipedia – oder ähnliche Projekte – die traditionelle Form der Publikationstätigkeit vollständig ersetzen wird. So schrieb etwa Chris Anderson, der Chefredakteur des Wired, 2006 in der Zeitschrift Nature, dass der Ansatz der „Weisheit der Massen“ Wikipedia nicht die führenden wissenschaftlichen Fachzeitschriften mit ihren strengen peer reviews wird ersetzen können. Anderson bringt ein ökonomisches Argument, das sich auf den beschränkten Platz in renommierten Journalen und die große Zahl der Veröffentlichungen stützt, die um diesen knappen Raum kämpfen:

“So the rise of the online ‘peer’ has shown that there is another way of tapping collective wisdom. But it’s not going to eliminate traditional peer review anytime soon. The reason why can be explained in the economic terms of scarcity and abundance. Closed peer review works best in scarce environments, where many papers fight for a few coveted journal slots. Open peer review works best in an abundant environment of online journals with unlimited space”

„Also hat das Aufkommen des online peer gezeigt, dass es einen weiteren Weg gibt, das kollektive Wissen anzuzapfen. Aber das bedeutet nicht, dass dadurch das althergebrachte peer review in naher Zukunft ersetzt werden wird. Der Grund dafür lässt sich am besten mit den ökonomischen Begriffen Mangel und Überfluss erklären: Der ‚geschlossene peer review‘ funktioniert am besten bei knappen Ressourcen, wo viele Beiträge um ein paar wenige, heiß begehrte Plätze kämpfen müssen. Der ‚offene peer review‘ funktioniert am besten beim nahezu unbegrenzten Platzangebot von Online-Journalen“

Relativ neu ist eine Kritik an Wikipedia, die darin eine Bedrohung der traditionellen Bildungssysteme sieht und eine Zusammenarbeit wissenschaftlicher Einrichtungen mit Wikipedia ablehnt. Verbunden mit der Klage, „dass mehr als die Hälfte der deutschen Studierenden Wikipedia für erheblich verlässlicher hält als die Online-Ausgaben renommierter Lexika […] (nach Druckwerken wurde erst gar nicht mehr gefragt)“, wird in Wikipedia und im Internet überhaupt ein Zerfall an „Informationskompetenz aller in Schulen und Hochschulen Lernenden, vor allem darunter die künftigen sogenannten öffentlichen Eliten in Politik, Ökonomie, Medien und Justiz“ gesehen. „Die Schüler und Studierenden von heute sind die Berufstätigen und oft sogar die ‚Eliten‘ von morgen. Sie können und werden ihre Entscheidungen und ihr Handeln genau so ‚quick and dirty‘ ermitteln bzw. legitimieren, wie sie es an ihren Ausbildungsstätten gelernt haben – oder eben nicht.“

### Mitarbeiterstruktur

#### Gruppendynamik
Man hat vorausgesagt, die Wikipedia werde als „ein Haufen Flame Wars“ enden. Diese Befürchtung wurde von der Wikipedia-Gemeinschaft ernst genommen, die das Konzept der Wikiquette entwickelt hat, um diesem Problem zu begegnen.
In einem Interview mit der Süddeutschen Zeitung berichtete 2006 der Virtual-Reality-Experte Jaron Lanier über seine Beobachtungen hinsichtlich des Arbeitsklimas in einer kooperativen Arbeitsumgebung wie der Wikipedia: „Aber wenn man die Entstehungsgeschichte der einzelnen Einträge liest, wie da um Formulierungen gekämpft wird […] Menschen sind gemein zueinander. Diese Konflikte sind übel, hässlich und haben nichts mit zivilisiertem Umgang zu tun. Nicht ohne Grund heißen sie Edit-Wars, also ‚Bearbeitungs-Kriege‘.“
Für Lanier stellt die Idee der vielbeschworenen Schwarmintelligenz einen Irrweg dar. Das zugrundeliegende Konzept – wenn so viele Leute wie möglich das Gleiche tun, dann entsteht etwas Großes – sei eine Illusion:
„Die ‚Weisheit der Masse‘ könnte nur dann funktionieren, wenn das Internet dazu genutzt würde, die in der Masse durchaus existierenden wenigen Weisen zu lokalisieren, sie zur Kooperation zu bewegen“
Sein Fazit lautet dann auch, dass es in Wahrheit immer nur engagierte Individuen oder kleine Gruppen seien, die Kreatives hervorbrächten.

#### Fans und Lobbyisten
Verschiedene Autoren haben sich darüber beschwert, dass die Arbeit an der Wikipedia ermüdend sei, wenn es zu Konflikten komme. Sture Benutzer oder Benutzergruppen mit eigenwilligen Ansichten könnten ihre Meinung durchsetzen, weil kein normaler Mensch Zeit und Lust habe, permanent gegen deren Verzerrungen anzuarbeiten.
Andere Mitarbeiter monieren, dass informelle Bündnisse innerhalb der Wikipedia regelmäßig kollaborieren, um bestimmte Sichtweisen zu unterdrücken. Sie behaupten, dass bestimmte Seiten von Fans und Lobbyisten „übernommen“ würden, die dann häufig die Beiträge neu hinzukommender Mitarbeiter löschen. Dieses Problem scheint hauptsächlich bei kontroversen Themen (etwa Homöopathie) aufzutreten. Manchmal führt dies zu Edit-Wars und Seitensperrungen. In der englischen Wikipedia wurde ein Arbitration Committee gegründet, das sich mit den Verursachern der schlimmsten Auswüchse beschäftigt. In der deutschsprachigen Wikipedia kann man eine sogenannte Dritte Meinung einholen oder eine Vandalismusmeldung erstatten, diese wird von einem Administrator bearbeitet (der in Zweifelsfällen einen zweiten Administrator hinzuzieht). Dieser kann den Vandalen ermahnen und den umstrittenen Artikel für ihn sperren oder ihn für eine gewisse Zeit (in extremen Fällen unbeschränkt) als Autor sperren.
Um Editwars stärker einzudämmen, hat Jimmy Wales in der englischen Wikipedia die three revert rule (engl. für Dreimal-Rücksetz-Regel) eingeführt, der zufolge Benutzern, die denselben Artikel innerhalb von 24 Stunden mehr als dreimal zurücksetzen, der Entzug der Schreibberechtigung droht.

#### Zensur
Hin und wieder wird vorgebracht, dass kritische Anmerkungen und Kommentierungen bestimmter Themen von selbsternannten Zensoren systematisch ausgegrenzt, gelöscht oder rückgängig gemacht würden. Selbst Versuche, einen Kompromiss durch Integration divergierender Perspektiven im Artikel zu erreichen, würden durch unnachgiebige „Vandalen-Autoren“ vereitelt, die unerwünschte Sichtweisen einfach tilgten.
Andere Benutzer behaupten, dass manche Wikipedianer versuchen, unbequeme Kritik an der Wikipedia zu unterdrücken. Sie weisen auf den Umgang mit den Internetseiten Wikipedia Review und Wikipedia Watch hin, die kritisch gegenüber Wikipedia eingestellt sind. Diese Webseiten wurden als Referenzquelle für einige Wikipedia-Artikel grundsätzlich ausgeschlossen. Kritiker beklagen, dass diese Seiten aufgrund ihrer Anti-Wikipedia-Sichtweisen ausgesperrt würden. Administratoren geben zu bedenken, dass diese Seiten, insbesondere Wikipedia Review, nicht die Standards für eine Wikipedia-Quellenangabe erreichen, und merken an, dass durchaus viele Webseiten und Publikationen, die ein kritisches Verhältnis zur Wikipedia haben, als Quellen verwendet werden.
Zu den Richtlinien der Wikipedia gehört es, alle Sichtweisen einer Sache „angemessen darzustellen“, ohne zu behaupten, nahezulegen oder zu implizieren, nur eine dieser Perspektiven sei die richtige.
(Siehe auch: Abschnitt „Anti-Elitarismus als Schwäche“.)

#### Machtmissbrauch

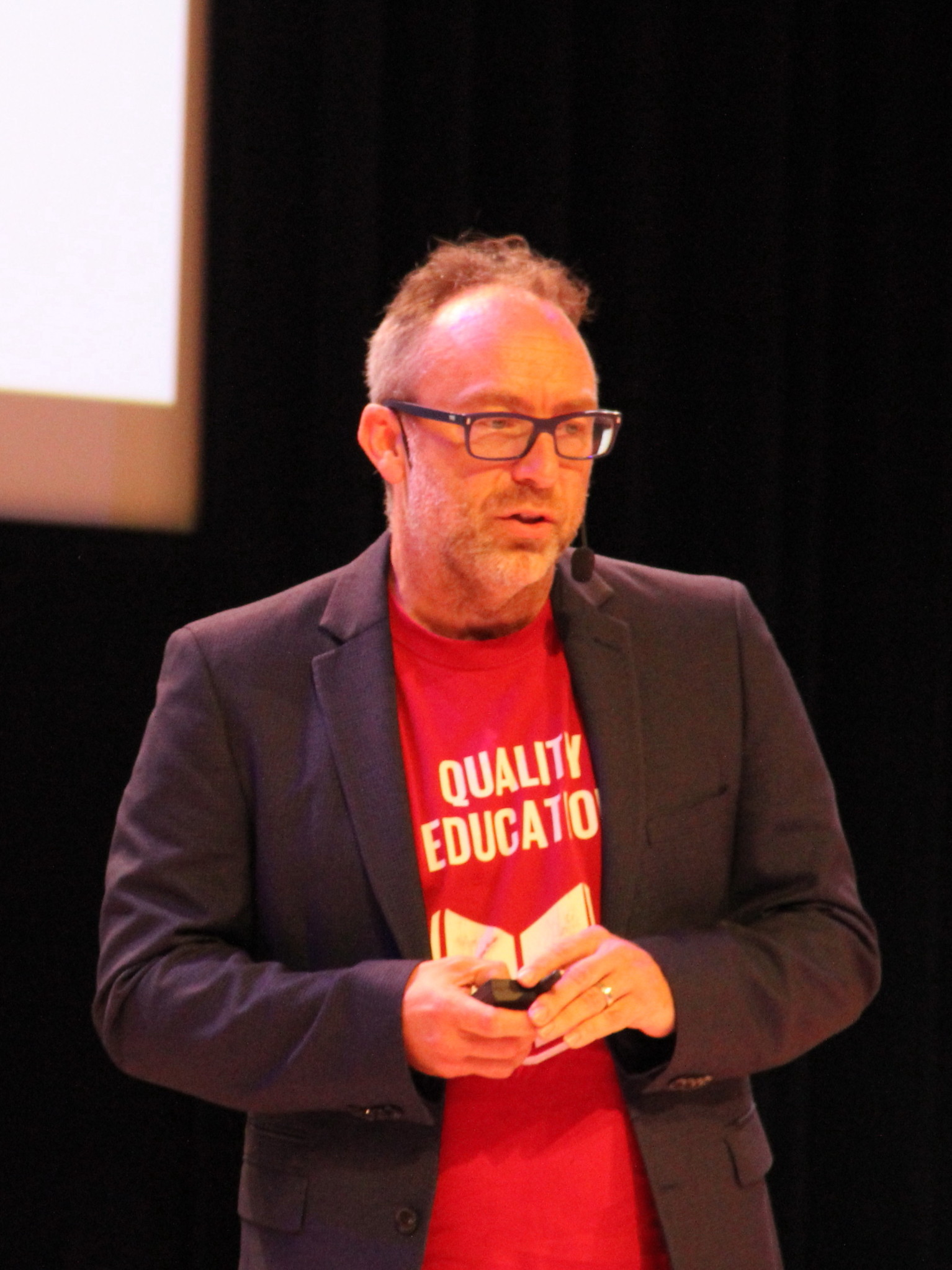
Jimmy Wales auf der Wikimania 2019

Einige Autoren haben die Wikipedia verlassen, nachdem sie Administratoren (in der englischen Wikipedia auch dem Arbitration Committee) Machtmissbrauch vorgeworfen haben. Die Machtstruktur der Wikimedia Foundation mit dem Führungsstil des von ihrem Gründer Jimmy Wales dominierten Kuratoriums („Board of Trustees“) wie auch die besonderen Rechte von Wales als Wikipedia-Autor („Founder rights“) haben Kontroversen ausgelöst. James Heilman, eines der drei von der Wikipedia-Community gewählten Mitglieder des WMF-Kuratoriums, wurde am 28. Dezember 2015 während einer Sitzung vom Kuratorium ausgeschlossen.

#### Mangelnde Diskussionskultur
Im Laufe der Zeit haben sich Diskussionsregeln, Layoutregeln und vieles andere eingeübt. In der Anfangszeit wurden einige Dinge sehr lange – und phasenweise zirkulär – diskutiert. Ein Beispiel hierfür ist die Dauerdebatte über die Alternative britisches oder amerikanisches Englisch, in der deutschsprachigen Wikipedia vergleichbar mit der Verwendung von österreichischem Hochdeutsch anstelle von bundesdeutschem Hochdeutsch, insbesondere in Abschnitten, die Österreich betreffen. Kritisiert wird auch der nicht selten sehr raue und unfreundliche Ton bei Meinungsunterschieden.
In der Studie The Rise and Decline of an Open Collaboration System wurde nach einem raschen Autorenwachstum in der englischen Wikipedia bis 2007 ein starker Rückgang an aktiven Autoren festgestellt, insbesondere durch Abgänge bei den Neu-Autoren. Zum einen sei das abschreckend kompliziert gewordene Regelwerk der Wikipedia ein Grund dafür, so dass von Neuautoren eingebrachte Bearbeitungen häufig aufgrund von Regelverstößen revertiert würden. Zum anderen sei ein Einbruch in der „Willkommenskultur“ dafür verantwortlich. Auch in der deutschsprachigen Wikipedia geht die Zahl der aktiven Autoren und der Neu-Autoren seit 2007 stetig zurück.
Auf der jährlichen Konferenz WikiCon werden seitdem immer wieder Vorschläge zur Verbesserung der Autorenzahlen erarbeitet – bislang allerdings ohne durchgreifenden Erfolg.

#### Politische Positionierung

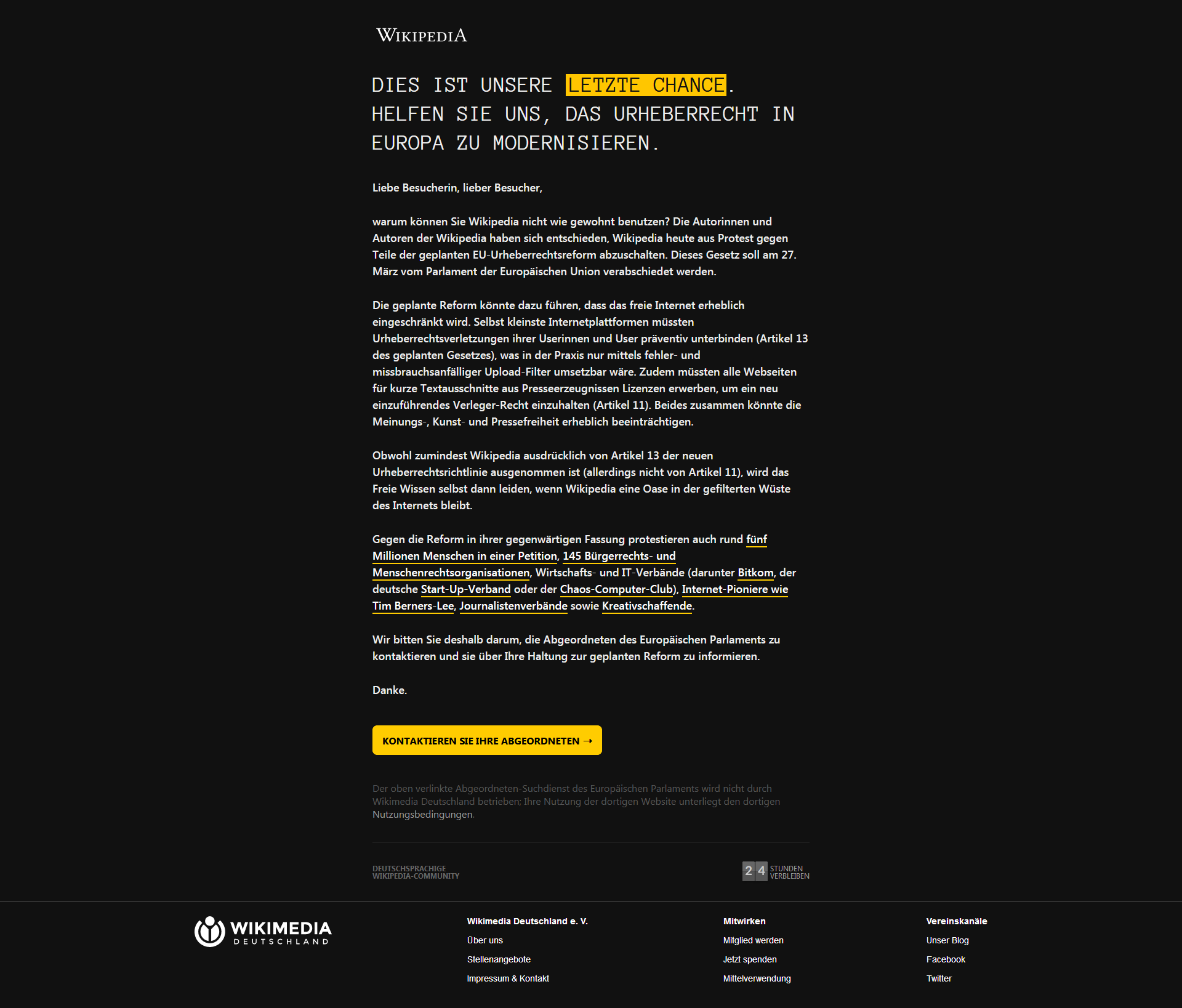
Protestbanner der deutschsprachigen Wikipedia bei der Abschaltung am 21. März 2019

In Folge eines Meinungsbilds innerhalb der deutschsprachigen Wikipedia wurde sie am 21. März 2019 abgeschaltet, um gegen die geplante Urheberrechtsreform der Europäischen Union zu protestieren. Für 24 Stunden wurde diese Sprachversion der Wikipedia abgeschaltet. Nach Christian Meier von der Welt darf die Aktion als Erfolg gelten, da sie viel mediale Aufmerksamkeit erregte. Dies führte allerdings auch zu Kritik und das Thema des politischen Aktivismus in der Wikipedia wurde diskutiert. Meier (Welt) überraschte es, dass nur 139 Nutzer nötig seien, die Wikipedia abzuschalten, er merkt an, dass es Proteste gegen die Abschaltung gab: „Kern der Kritik war die Instrumentalisierung der Wikipedia für politische Zwecke.“ Nach Lukas Schneider von der Frankfurter Allgemeinen Zeitung verrate die Wikipedia ihr Ziel der Objektivität und büße ihre Glaubwürdigkeit ein. Die Aktion zeige auch, wie gefährlich digitale Monopole seien. Elisabeth Nöfer und Gunnar Hinck von der Tageszeitung sowie Michael Hanfeld von der Frankfurter Allgemeinen Zeitung und Christian Meier bemerken die niedrige Wahlbeteiligung innerhalb der Wikipedia-Gemeinschaft. Hanfeld kritisierte, dass die Protestseite es so aussehen ließ, als stünde die gesamte Wikipediaautorenschaft hinter dem Protest. Er verwies allerdings auf die Diskussionsseite zum Meinungsbild, die ein gänzlich anderes Bild ergab. John Weitzmann, zuständig für Politik und Recht bei der Wikimedia Deutschland, verteidigte die Aktion und sagte, es habe bei der Abstimmung keine Unregelmäßigkeiten gegeben. Nach Jörg Hunke von der Berliner Zeitung quäle die Wikipedia-Gemeinde die Frage, ob die Wikipedia durch die Aktion nicht ihre neutrale Position gefährde.

#### Männliche Dominanz
Das 2011 von der damaligen Geschäftsführerin der Wikipedia-Stiftung, Sue Gardner, formulierte Ziel, den Anteil von schreibenden Frauen in der Wikipedia auf 25 % zu erhöhen, konnte nicht erreicht werden. Unter den vielfältigen Gründen werden u. a. etablierte Kommunikations- und Machtprozesse auf der Basis der zahlenmäßigen Überlegenheit, neben dem Umgangston die festen gruppendynamischen Strukturen, verbunden mit einem enormen Anpassungsdruck, der auf weiblichen Autoren in dieser Männerdomäne lastet, verantwortlich gemacht. Als wesentlicher weiterer Grund wird zudem Zeitmangel aufgrund der Doppel- oder Mehrfachbelastung vieler Frauen angenommen. Auch führt die bislang durchschnittlich weniger hohe Anzahl von Frauen, die sich Programmierkenntnisse aneignen, dazu, dass Frauen entweder nicht mitschreiben oder angesichts der Tendenz zu immer stärkerer Technisierung der Wikipedia, die Programmierern in Entscheidungsfragen deutliche Handlungsvorteile gewährt (auch in Bezug auf leichter zu umgehende Schreibsperren), dazu, sich im Fall von Konflikten zurückzuziehen.
Eine Sonderstellung nehmen feministische Themen und Projekte ein. Inspiriert vom Vorbild der weiblich dominierten LinuxChix gründete im November 2006 eine Gruppe langjähriger englischer Wikipedia-Autorinnen WikiChix, um damit auf die ihres Erachtens immer stärker männlich dominierte Wikipedia zu reagieren und zu zeigen, wie unwohl sich viele Frauen in einem solchen Ambiente fühlten. Ein Beispiel für diese Frustration – obwohl nicht direkt von der WikiChix-Gruppe erwähnt – war der Versuch, in der englischen Wikipedia den Artikel Feminist science fiction anzulegen, ein Vorgang, der zu heftigen Auseinandersetzungen führte, die letztlich, für viele unbefriedigend, durch eine Änderung des Titels in Women in science fiction im Oktober 2002 beendet wurde. Der Artikel Feminist science fiction wurde erst im Juni 2006 erneut angelegt.
Auch die Existenz einer Mailingliste ausschließlich für weibliche Teilnehmer führte zu Kontroversen, deren Diskussionsliste schließlich von den Servern der Wikimedia Foundation auf die Plattform Wikia verlegt wurde.
Der Satiriker Jan Böhmermann thematisierte in der Ausgabe seiner Fernsehsendung Neo Magazin Royale die Zusammensetzung der Wikipedia-Autoren als überwiegend männlich und deutsch ohne Migrationshintergrund. Er initiierte daraufhin die Erstellung des Artikels Kartoffel (Slang), um zu überprüfen, ob ein solcher Artikel, dessen Begriff genau diese Personengruppe beleidigt, in der Wikipedia Bestand haben würde.

#### Hochstapelei
Im Jahr 2007 geriet der Benutzer des Accounts mit dem Pseudonym Essjay durch die Aufdeckung seiner vorgetäuschten Identität als Professor in die Schlagzeilen. Der Hochstapler Essjay war in der englischsprachigen Wikipedia bis zum Administrator und Mitglied des Schiedsgerichts aufgestiegen. Die Glaubwürdigkeit von Wikipedia litt unter diesem Fall, da es Mängel im Kontrollsystem nur durch andere Benutzer aufdeckte.